# Scheps (plaats)
Scheps is een gehucht in de gemeente Balen in de Belgische provincie Antwerpen. Het ligt ongeveer 2 km ten zuidoosten van Balen, nabij de Grote Nete.

## Geschiedenis
Scheps is de oudste bewoningskern van Balen, gelegen ten zuiden van de kom van Balen. In 774 zou Scheps eigendom zijn van de Abdij van Corbie en in 1266-1267 kwam het aan de Abdij van Averbode. Er ontstond een leenhof met kasteel, het Hof van Scheps genaamd. In 1545 werd melding gemaakt van een pastorie, welke afbrandde in 1630 en noordelijker herbouwd werd, in de huidige kom van Balen. In het hof zou Sint-Odrada geboren zijn.

## Bezienswaardigheden
- Scheps is bekend als de geboorteplaats van de Heilige Odrada. Er is een aan deze heilige gewijde kapel uit 1896, opgericht nabij het vroegere Hof van Scheps, waar de heilige zou hebben gewoond. Achter de in een klein parkje gelegen kapel is een Odradaput welke heilzaam water zou bevatten. Het Odradabeeld uit 1947 is een kopie van een soortgelijk beeld uit 1891 dat zich in de Sint-Andrieskerk te Balen bevindt.
- Te Scheps bestond een watermolen op de Grote Nete, Schepsmolen geheten.
- Nabij Scheps bevindt zich het natuurgebied Scheps.

## Evenementen
In Scheps vindt jaarlijks het zomerfestival Scheps Kermis plaats.

## Externe bron
- Odradakapel
- Inventaris Onroerend Erfgoed